# Ronde van Spanje 2010
De 65e editie van de Ronde van Spanje ging van start op zaterdag 28 augustus 2010 in Sevilla en eindigde op 19 september 2010 in de Spaanse hoofdstad Madrid. Deze Vuelta werd gewonnen door de Italiaan Vincenzo Nibali.
De kleur van de leiderstrui van het algemeen klassement, die sinds 1999 goud was geweest, werd veranderd naar rood. De kleur van de leiderstrui van het bergklassement veranderde van rood naar wit met blauwe bollen.
Tijdens deze ronde overleed de masseur van het Team Sky als gevolg van een bacteriële infectie. Eerder trokken al drie renners uit deze ploeg zich terug wegens maagklachten. Het hele team trok zich daarom na de zevende etappe terug.

## Startlijst
Vanwege een internationale schorsing van de Spanjaard Alejandro Valverde, de winnaar de Ronde van Spanje van 2009, kon van het gebruik dat de laatste winnaar met het rugnummer 1 van start gaat geen gebruik worden gemaakt. De organisatie besloot het startnummer 1 als eerbetoon toe te kennen aan de 41-jarige Spanjaard Íñigo Cuesta, rijdend voor Cervélo. Hij nam voor de 17e keer deel aan de Ronde van Spanje. Naast Cuesta deden er nog 197 andere renners mee, verdeeld over 22 ploegen. Daarvan zijn er 15 ProTour en 7 ProContinental. Team RadioShack kreeg als enige ProTour team geen uitnodiging.
Deelnemende ploegen

## Doping
Anderhalve week na afloop van de Vuelta werd bekend dat de nummer twee uit het eindklassement, de Spanjaard Ezequiel Mosquera, tijdens de ronde was betrapt op het gebruik van HES, een middel dat bloeddoping maskeert. Ook zijn land- en ploeggenoot David García, die als knecht van Mosquera als 11e eindigde, werd betrapt op het gebruik van HES en epo. Na een lange juridische strijd werd Mosquera in januari 2015 alsnog vrijgesproken door het Spaanse Nationaal Gerechtshof. Desalniettemin handhaaft de UCI zijn schrapping uit de einduitslag.

## Etappe-overzicht
| Datum        | Etappe  | Start-Finish                                 | Afstand  | Type                | Winnaar             | Ploeg                   | Klassementsleider |
| ------------ | ------- | -------------------------------------------- | -------- | ------------------- | ------------------- | ----------------------- | ----------------- |
| 28 augustus  | 1       | Sevilla-Sevilla                              | 13,0 km  | Ploegentijdrit      | Team HTC-Columbia   | Team HTC-Columbia       | Mark Cavendish    |
| 29 augustus  | 2       | Alcalá de Guadaíra – Marbella                | 173,0 km | Vlakke rit          | Jawhen Hoetarovitsj | La Française des Jeux   | Mark Cavendish    |
| 30 augustus  | 3       | Marbella – Malaga                            | 156,0 km | Bergrit             | Philippe Gilbert    | Omega Pharma-Lotto      | Philippe Gilbert  |
| 31 augustus  | 4       | Malaga – Valdepeñas de Jaén                  | 177,0 km | Heuvelrit           | Igor Antón          | Euskaltel-Euskadi       | Philippe Gilbert  |
| 1 september  | 5       | Guadix – Lorca                               | 194,0 km | Vlakke rit          | Tyler Farrar        | Team Garmin-Transitions | Philippe Gilbert  |
| 2 september  | 6       | Caravaca de la Cruz – Murcia                 | 144,0 km | Vlakke rit          | Thor Hushovd        | Cervélo                 | Philippe Gilbert  |
| 3 september  | 7       | Murcia - Orihuela                            | 170,0 km | Vlakke rit          | Alessandro Petacchi | Lampre-Farnese Vini     | Philippe Gilbert  |
| 4 september  | 8       | Villena - Xorret del Catí                    | 188,8 km | Bergrit             | David Moncoutié     | Cofidis                 | Igor Anton        |
| 5 september  | 9       | Calp - Alcoy                                 | 187,0 km | Heuvelrit           | David López García  | Caisse d'Epargne        | Igor Anton        |
| 6 september  | Rustdag | Rustdag                                      | Rustdag  | Rustdag             | Rustdag             | Rustdag                 | Rustdag           |
| 7 september  | 10      | Tarragona - Vilanova i la Geltrú             | 173,7 km | Heuvelrit           | Imanol Erviti       | Caisse d'Epargne        | Joaquim Rodriguez |
| 8 september  | 11      | Vilanova i la Geltrú - Andorra               | 208,0 km | Bergrit             | Igor Antón          | Euskaltel-Euskadi       | Igor Anton        |
| 9 september  | 12      | Andorra la Vella - Lleida                    | 175,0 km | Vlakke rit          | Mark Cavendish      | Team HTC-Columbia       | Igor Anton        |
| 10 september | 13      | Rincón de Soto - Burgos                      | 193,7 km | Vlakke rit          | Mark Cavendish      | Team HTC-Columbia       | Igor Anton        |
| 11 september | 14      | Burgos - Peña Cabarga                        | 178,8 km | Bergrit             | Joaquim Rodríguez   | Katjoesja               | Vincenzo Nibali   |
| 12 september | 15      | Solares - Lagos de Covadonga                 | 170,0 km | Bergrit             | Carlos Barredo      | Quick-Step              | Vincenzo Nibali   |
| 13 september | 16      | Gijón - Cotobello                            | 179,3 km | Bergrit             | Mikel Nieve         | Euskaltel-Euskadi       | Joaquim Rodriguez |
| 14 september | Rustdag | Rustdag                                      | Rustdag  | Rustdag             | Rustdag             | Rustdag                 | Rustdag           |
| 15 september | 17      | Peñafiel - Peñafiel                          | 46,0 km  | Individuele tijdrit | Peter Velits        | Team HTC-Columbia       | Vincenzo Nibali   |
| 16 september | 18      | Valladolid - Salamanca                       | 153,0 km | Vlakke rit          | Mark Cavendish      | Team HTC-Columbia       | Vincenzo Nibali   |
| 17 september | 19      | Piedrahíta - Toledo                          | 231,2 km | Vlakke rit          | Philippe Gilbert    | Omega Pharma-Lotto      | Vincenzo Nibali   |
| 18 september | 20      | San Martín de Valdeiglesias - Bola del Mundo | 168,8 km | Bergrit             | Vincenzo Nibali     | Liquigas                | Vincenzo Nibali   |
| 19 september | 21      | San Sebastián de los Reyes - Madrid          | 100,0 km | Vlakke rit          | Tyler Farrar        | Team Garmin-Transitions | Vincenzo Nibali   |

## Klassementsleiders na elke etappe
| Etappe    | Rode trui Alg. klassement | Groene trui Puntenklassement | Bolletjestrui Bergklassement | Witte trui Combiklassement | Geel Rugnummer Ploegenklassement |
| --------- | ------------------------- | ---------------------------- | ---------------------------- | -------------------------- | -------------------------------- |
| 1         | Mark Cavendish            | Niet uitgereikt.             | Niet uitgereikt.             | Mark Cavendish             | Team HTC-Columbia                |
| 2         | Mark Cavendish            | Jawhen Hoetarovitsj          | Mickaël Delage               | Javier Ramirez             | Team HTC-Columbia                |
| 3         | Philippe Gilbert          | Philippe Gilbert1            | Serafín Martínez             | Serafín Martínez2          | Team HTC-Columbia                |
| 4         | Philippe Gilbert          | Igor Antón                   | Serafín Martínez             | Vincenzo Nibali            | Caisse d'Epargne                 |
| 5         | Philippe Gilbert          | Igor Antón                   | Serafín Martínez             | Vincenzo Nibali            | Caisse d'Epargne                 |
| 6         | Philippe Gilbert          | Philippe Gilbert3            | Serafín Martínez             | Philippe Gilbert4          | Caisse d'Epargne                 |
| 7         | Philippe Gilbert          | Mark Cavendish               | Serafín Martínez             | Philippe Gilbert4          | Caisse d'Epargne                 |
| 8         | Igor Antón                | Mark Cavendish               | Serafín Martínez             | Vincenzo Nibali            | Caisse d'Epargne                 |
| 9         | Igor Antón                | Mark Cavendish               | David Moncoutié              | Vincenzo Nibali            | Caisse d'Epargne                 |
| 10        | Joaquim Rodríguez         | Mark Cavendish               | David Moncoutié              | David Moncoutié5           | Caisse d'Epargne                 |
| 11        | Igor Antón                | Igor Antón6                  | David Moncoutié              | Igor Antón7                | Caisse d'Epargne                 |
| 12        | Igor Antón                | Mark Cavendish               | David Moncoutié              | Igor Antón7                | Caisse d'Epargne                 |
| 13        | Igor Antón                | Mark Cavendish               | David Moncoutié              | Igor Antón7                | Caisse d'Epargne                 |
| 14        | Vincenzo Nibali           | Mark Cavendish               | David Moncoutié              | Joaquim Rodríguez8         | Caisse d'Epargne                 |
| 15        | Vincenzo Nibali           | Mark Cavendish               | David Moncoutié              | Joaquim Rodríguez8         | Katjoesja                        |
| 16        | Joaquim Rodríguez         | Mark Cavendish               | David Moncoutié              | Joaquim Rodríguez8         | Katjoesja                        |
| 17        | Vincenzo Nibali           | Mark Cavendish               | David Moncoutié              | Joaquim Rodríguez8         | Katjoesja                        |
| 18        | Vincenzo Nibali           | Mark Cavendish               | David Moncoutié              | Joaquim Rodríguez8         | Katjoesja                        |
| 19        | Vincenzo Nibali           | Mark Cavendish               | David Moncoutié              | Joaquim Rodríguez8         | Katjoesja                        |
| 20        | Vincenzo Nibali           | Mark Cavendish               | David Moncoutié              | Vincenzo Nibali8           | Katjoesja                        |
| 21        | Vincenzo Nibali           | Mark Cavendish               | David Moncoutié              | Vincenzo Nibali8           | Katjoesja                        |
| Eindstand | Vincenzo Nibali           | Mark Cavendish               | David Moncoutié              | Vincenzo Nibali            | Katjoesja                        |

| 1 Etappe 4 gedragen door Jawhen Hoetarovitsj 2 Etappe 4 gedragen door Javier Ramirez | 3 Etappe 7 gedragen door Igor Antón 4 Etappe 7 en 8 gedragen door Vincenzo Nibali | 5 Etappe 11 gedragen door Philippe Gilbert 6 Etappe 12 gedragen door Philippe Gilbert | 7 Etappe 12, 13 en 14 gedragen door Xavier Tondó 8 Etappe 17 en 21 gedragen door Ezequiel Mosquera |

## Eindstand

### Algemeen klassement
- De Spanjaard Ezequiel Mosquera eindigde aanvankelijk als tweede in het eindklassement op 41 seconden achter winnaar Nibali, maar werd wegens dopinggebruik uit de uitslag geschrapt.

| Plaats    | Naam              | Ploeg                   | Tijd      |
| --------- | ----------------- | ----------------------- | --------- |
| Rode trui | Vincenzo Nibali   | Liquigas                | 87u18'33" |
| 2         | Peter Velits      | Team HTC-Columbia       | + 3'02"   |
| 3         | Joaquim Rodríguez | Katjoesja               | + 4'20"   |
| 4         | Fränk Schleck     | Team Saxo Bank          | + 4'43"   |
| 5         | Xavier Tondó      | Cervélo                 | + 4'52"   |
| 6         | Nicolas Roche     | AG2R                    | + 5'03"   |
| 7         | Carlos Sastre     | Cervélo                 | + 6'06"   |
| 8         | Tom Danielson     | Team Garmin-Transitions | + 6'16"   |
| 9         | Luis León Sánchez | Caisse d'Epargne        | + 7'42"   |
| 10        | Mikel Nieve       | Euskaltel-Euskadi       | + 10'58"  |
|           |                   |                         |           |
| 17        | Jan Bakelants     | Omega Pharma-Lotto      | + 24'36"  |
| 93        | Niki Terpstra     | Team Milram             | +2u42'07" |

### Nevenklassementen
| Puntenklassement |                  |                    |        |
| Plaats           | Naam             | Ploeg              | Punten |
| Groene trui      | Mark Cavendish   | Team HTC-Columbia  | 156    |
| 2                | Tyler Farrar     | Garmin-Transitions | 149    |
| 3                | Vincenzo Nibali  | Liquigas           | 119    |
|                  |                  |                    |        |
| 5                | Philippe Gilbert | Omega Pharma-Lotto | 104    |
| 72               | Niki Terpstra    | Team Milram        | 9      |

| Bergklassement        |                   |                    |        |
| Plaats                | Naam              | Ploeg              | Punten |
| Bolletjestrui (blauw) | David Moncoutié   | Cofidis            | 51     |
| 2                     | Serafín Martínez  | Xacobeo-Galicia    | 43     |
| 3                     | Ezequiel Mosquera | Xacobeo-Galicia    | 36     |
|                       |                   |                    |        |
| 12                    | Philippe Gilbert  | Omega Pharma-Lotto | 15     |
| 14                    | Niki Terpstra     | Team Milram        | 14     |

| Combinatieklassement |                   |                 |        |
| Plaats               | Naam              | Ploeg           | Punten |
| Witte trui           | Vincenzo Nibali   | Liquigas        | 9      |
| 2                    | Ezequiel Mosquera | Xacobeo-Galicia | 11     |
| 3                    | Joaquim Rodríguez | Katjoesja       | 12     |

| Ploegenklassement |                  |            |
| Plaats            | Ploeg            | Tijd       |
| 1                 | Team Katjoesja   | 216u48'04" |
| 2                 | Caisse d'Epargne | + 0'33"    |
| 3                 | Xacobeo-Galicia  | + 12'33"   |

1e etappe ·
2e etappe ·
3e etappe ·
4e etappe ·
5e etappe ·
6e etappe ·
7e etappe ·
8e etappe ·
9e etappe ·
10e etappe ·
11e etappe ·
12e etappe ·
13e etappe ·
14e etappe ·
15e etappe ·
16e etappe ·
17e etappe ·
18e etappe ·
19e etappe ·
20e etappe ·
21e etappe
Startlijst · Eindstanden · Afbeeldingen
 winnaars · rode trui · 
 puntenklassement · 
 bergklassement · 
 combinatieklassement · 
 jongerenklassement · 
 ploegenklassement · 
 strijdlust

 Belgische leiderstruidragers · etappewinnaars

 Nederlandse leiderstruidragers · etappewinnaars
1935 · 1936 · 1937 · 1938 · 1939 · 1940 · 1941 · 1942 · 1943 · 1944 · 1945 · 1946 · 1947 · 1948 · 1949 · 1950 · 1951 · 1952 · 1953 · 1954 · 1955 · 1956 · 1957 · 1958 · 1959 · 1960 · 1961 · 1962 · 1963 · 1964 · 1965 · 1966 · 1967 · 1968 · 1969 · 1970 · 1971 · 1972 · 1973 · 1974 · 1975 · 1976 · 1977 · 1978 · 1979 · 1980 · 1981 · 1982 · 1983 · 1984 · 1985 · 1986 · 1987 · 1988 · 1989 · 1990 · 1991 · 1992 · 1993 · 1994 · 1995 · 1996 · 1997 · 1998 · 1999 · 2000 · 2001 · 2002 · 2003 · 2004 · 2005 · 2006 · 2007 · 2008 · 2009 · 2010 · 2011 · 2012 · 2013 · 2014 · 2015 · 2016 · 2017 · 2018 · 2019 · 2020 · 2021 · 2022 · 2023 · 2024 · 2025